# Wreningham
Wreningham is een civil parish in het bestuurlijke gebied South Norfolk, in het Engelse graafschap Norfolk met 528 inwoners.